# Khu vực bốn của nền kinh tế
Khu vực bốn của nền kinh tế là cách để miêu tả một bộ phận dựa trên tri thức của nền kinh tế - điển hình là các dịch vụ như công nghệ thông tin, phát sinh và chia sẻ thông tin, truyền thông và nghiên cứu và phát triển, cũng như các dịch vụ dựa trên tri thức như tư vấn, giáo dục, lên kế hoạch tài chính, blog và thiết kế.
Khu vực bốn của nền kinh tế dựa trên tri thức và kỹ năng. Nó bao gồm các ngành công nghiệp tri thức cung cấp các dịch vụ thông tin như tin học và ICT (công nghệ thông tin và truyền thông), tư vấn (đưa ra lời khuyên cho các doanh nghiệp) và R&D (nghiên cứu, đặc biệt là trong các lĩnh vực khoa học). Theo một số định nghĩa, khu vực bốn bao gồm các dịch vụ thuần túy khác như ngành công nghiệp giải trí và còn dùng để chỉ truyền thông, văn hóa và chính phủ.

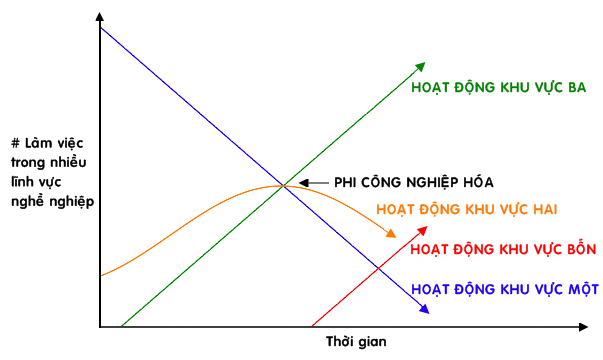
Mô hình các khu vực kinh tế của Colin Clark đang trải qua sự chuyển dịch công nghệ. Trong các giai đoạn sau, khu vực bốn của nền kinh tế tăng lên – thể hiện bằng đường màu đỏ.

"Khu vực bốn" là một bản phác thảo thêm của thuyết nền kinh tế ba lĩnh vực của ngành công nghiệp với nghĩa là khu vực bốn bằng một phần ba của khu vực ba cùng với khu vực năm của nền kinh tế. Từng có tranh cãi rằng các ngành dịch vụ trí thức đủ tách biệt để đảm bảo là một khu vực độc lập và không chỉ đơn thuần được coi là một bộ phận của khu vực ba. Khu vực này phát triển ở các nước công nghiệp phát triển vượt bậc và đòi hỏi một nguồn lao động được giáo dục cao.
Khu vực ba và khu vực bốn tạo nên bộ phận lớn nhất của nền kinh tế Vương quốc Anh, sử dụng đến 76% nguồn lao động. Số người kiếm sống trong các hoạt động này đang tăng lên. Các công ty đầu tư vào khu vực bốn để đẩy mạnh hơn nữa sự phát triển mở rộng của mình. Nó được nhìn nhận như một cách để phát sinh lợi nhuận cao hơn hay thu hồi vốn đầu tư.